# Ectopsocidae
Ectopsocidae (лат.) — семейство сеноедов из подотряда Psocomorpha. Около 200 видов.

## Описание
Мелкие сеноеды, длина около 1,5 — 2,5 мм. Взрослые особи обычно полностью крылатые, но короткокрылые встречаются часто, а у некоторых видов известны почти бескрылые особи. На переднем крыле жилка Cua1 отсутствует, а щетинки обычно есть на жилках и крае. Наружные половые органы обоих полов отличаются большим разнообразием. 
Цвет тела обычно имеет оттенки от красновато-коричневого до желтовато-коричневого, смешиваясь с их средой обитания, состоящей из свисающей мёртвой листвы, наземной подстилки и гнёзд птиц и млекопитающих. Несколько видов обитают в жилищах человека, в том числе Ectopsocopsis cryptomeriae и Ectopsocus pumilis. Вид Ectopsocus richardsi – вредитель хранимого зерна. Большинство названных видов происходят из Восточной Азии и Австралийского региона. Меньшее количества видов известно из других регионов. В Северной Америке зарегистрировано 13 видов, но некоторые из них, вероятно, были интродуцированы.

## Классификация
Известно около 200 видов, главным образом из крупного рода Ectopsocus. Ранее в ранге подсемейства Ectopsocinae включали в состав семейства Peripsocidae или в ранге трибы Ectopsocini в состав подсемейства Caeciliinae (Caeciliidae).
- Belipsocus García-Aldrete, 2002[6]
- Ectianoculus Li, 1995[7]
- Ectopsocopsis Badonnel, 1955
  - Ectopsocoides Weidner, 1976
- Ectopsocus McLachlan, 1899
  - Chaetopsocus Pearman, 1929
  - Ectopsocus Kolbe, 1880
  - Ectotrichus Li, 2002
  - Interpsocus Edwards, 1950
  - Micropsocus Enderlein, 1901
- Estipulaceus Li, 2002
- Mascaropsocus Badonnel & Pearman, 1971